# William Schrikker Stichting
De William Schrikker Stichting (WSS) is een landelijk werkende instelling voor jeugdbescherming, jeugdreclassering en pleegzorg. De William Schrikker Stichting richt zich op kinderen met een beperking of chronische ziekte, maar ook op kinderen van ouders met een beperking. Wanneer in de thuissituatie ernstige opvoedingsproblemen ontstaan wordt hulp, advies en ondersteuning aangeboden. 
De organisatie bestaat uit de zelfstandig opererende onderdelen Jeugdbescherming & Jeugdreclassering, Gezinsvormen en het Expertisecentrum. Elk onderdeel heeft haar eigen specialisme.
De William Schrikker Stichting is gevestigd in Amsterdam. Er werken ongeveer 1200 mensen, van wie het merendeel ambulant hulpverlener is: jeugdbeschermers, jeugdzorgwerkers, (gezins)voogden, jeugdreclasseringswerkers en pleegzorgwerkers.

## Historie

### Oprichting
Omstreeks 1900 is een start gemaakt met het onderwijs voor kinderen met een verstandelijke beperking of ontwikkelingsachterstand. Dat zette een aantal trajecten in gang die in 1942 leidden tot de oprichting van een voogdijinstelling voor kinderen met een verstandelijke beperking. In 1970 werd de AGO-Afdeling Voogdij een zelfstandige rechtspersoon met de naam 'William Schrikker Voogdij Stichting' (AGO staat voor Arbeidsinrichting voor Geestelijk Onvolwaardigen). In 1977 werd de naam verkort tot 'William Schrikker Stichting'. 

### Naamgeving
De naam van de stichting doet vermoeden dat William Schrikker de grondlegger is. Dat klopt niet helemaal. Hij speelde weliswaar een rol bij de verzelfstandiging van de organisatie, maar het was Pier de Boer die de feitelijke aanzet gaf tot het oprichten van een voogdijvoorziening voor kinderen met een beperking. Omdat er al een organisatie bestond die Pier de Boer heette, is gekozen voor de naam William Schrikker Stichting. William Schrikker was toen de voorzitter van het bestuur. Op 1 januari 2004 werd de naam William Schrikker Stichting veranderd in William Schrikker Groep. Sindsdien is de organisatie opgegaan in Partners voor Jeugd samen met De Jeugd- en Gezinsbeschermers.

## Organisatie
De groep bestaat uit vier zelfstandige onderdelen:
- William Schrikker Jeugdbescherming & Jeugdreclassering kan worden ingeschakeld als de kinderrechter een kinderbeschermingsmaatregel (zoals een ondertoezichtstelling) uitspreekt over een jeugdige met een beperking, dat veelal aangepaste zorg nodig heeft. Daarnaast wordt zij ingeschakeld om jongeren met een beperking tussen 12 en 23 jaar te begeleiden die met het strafrecht in aanraking zijn gekomen.
- William Schrikker Gezinsvormen maakt opvoeding binnen een gezin mogelijk voor kinderen met een beperking die niet thuis kunnen wonen. In plaats van een tehuis kunnen deze kinderen veel baat hebben bij gezinsopvoeding. De pleegouders die hun huis openstellen, worden hierbij begeleid.
- Het Expertisecentrum William Schrikker houdt zich bezig met het ontwikkelen en overdragen van kennis gerelateerd aan de jeugdzorg en gehandicaptenzorg.
- Het Servicecentrum ondersteunt het primaire proces.